# Jorge Orosmán da Silva Echeverrito
Jorge Orosmán da Silva Echeverrito (Montevideo, Uruguai, 11 de desembre de 1961), exfutbolista i entrenador uruguaià, conegut com a Jorge da Silva o Polilla. Jugava en la posició de davanter. És germà del també exfutbolista Rubén da Silva.

## Trajectòria

### Com a jugador
Da Silva va començar la seva carrera al Centro Atlético Fénix, on va ingressar amb 14 anys. Posteriorment va passar pel Danubio FC abans de fitxar, el 1980, pel Defensor SC, on va debutar a la Primera Divisió uruguaiana i va començar a destacar com a golejador.
Va arribar a la lliga espanyola en el mercat d'hivern de la temporada 1982/83, quan el Defensor SC el va transferir al Reial Valladolid. La seva primera temporada a Espanya va finalitzar amb 5 gols marcats en els 16 partits que va disputar.
El Real Valladolid va renovar l'acord de cessió i da Silva va explotar com a golejador durant la temporada 1983-84. Va marcar 17 gols i va ser, juntament amb el madridista Juanito, el Pitxitxi de la lliga espanyola. A més, va conquistar la Copa de la Lliga de 1984, primer títol de la història del club val·lisoletà.
Al final de la temporada 1984-85, el Defensor SC, que encara era propietari dels drets del jugador, va decidir traspassar-lo a l'Atlètic de Madrid. Al club blanc-i-vermell hi va militar dues temporades sense gaire protagonisme, sota la direcció tècnica de Luis Aragonés.
El 1987 va tornar a Sud-amèrica. Va jugar en River Plate de l'Argentina, formant davantera amb Claudio Caniggia, Antonio Alzamendi i Juan Gilberto Funes. A causa d'un deute que mantenia el club argentí amb ell, da Silva es va negar a jugar fins que aquesta es cancel·lés i va entrenar sense equip a Montevideo fins que al setembre de 1989 l'empresari Carlos Quieto li va oferir l'oportunitat d'anar a Colòmbia a jugar a l'América de Cali, on va aconseguir els campionats nacionals de 1990 i 1992, marcant 20 gols en aquest últim. En total, va jugar 172 partits amb l'equip vermell, marcant 65 gols. Després va jugar al CD Los Millonarios, per tornar al Defensor SC, on es va retirar el 1997.
Amb la selecció de l'Uruguai, da Silva va debutar en un partit oficial el 20 de febrer de 1982 a un partit jugat a Calcuta contra Corea del Sud. Va disputar un total de 26 partits internacionals, marcant 6 gols. Va participar en la Copa del Món de 1986 i a la Copa Amèrica de 1993.

### Com a entrenador
Després de retirar-se dels terrenys de joc, va ser entrenador de les categories inferiors de la selecció de l'Uruguai.
Posteriorment va dirigir amb èxit el Defensor SC, guanyant el Campionat Uruguaià del 2008, el subcampionat el 2009 i aconseguint amb «els violetes» bones participacions en les competicions internacionals, en un dels cicles més reeixits d'aquesta institució.
Va passar després un any com a tècnic de l'Al-Nassr, fins al maig de 2010.
El desembre d'aquest any va ser confirmat com a nou entrenador del CD Godoy Cruz. Després de classificar l'equip de Mendoza a la Copa Libertadores de 2011 i disputar-la, va decidir renunciar al càrrec a causa de falta d'entesa amb els dirigents del club.
A finals de 2011 va signar un contracte per 1 any amb el CA Banfield, també de l'Argentina, però va renunciar al càrrec després de dirigir només tres partits, tornant immediatament a l'Uruguai per signar amb el CA Peñarol el març de 2012. Aquella temporada, la 2012/13, va tornar a guanyar el Campionat Uruguaià tal com ja havia fet el 2008 amb el Defensor SC.
L'any següent va fitxar pel Baniyas SC de la Lliga dels Emirats Àrabs Units, on va entrenar l'equip àrab una temporada, guanyant el campionat.
El 2016 va tornar a entrentar el CA Peñarol, guanyant altre cop el Campionat Uruguaià.

## Palmarès

### Com a jugador
- Copa Interamericana: 1987
- Primera Divisió colombiana: 1990 i 1992
- Trofeu Pitxitxi: 1983/84

### Com a entrenador
- Primera Divisió uruguaiana: 2007/08, 2012/13 i 2015/16
- Lliga saudita: 2014/15